# The Deram Anthology 1966-1968
The Deram Anthology 1966-1968 è un album di raccolta del cantautore britannico David Bowie, pubblicato nel 1997.

## Tracce
Tutte le tracce sono state scritte da David Bowie.
1. Rubber Band (single version) – 2:05
2. The London Boys – 3:22
3. The Laughing Gnome – 3:03
4. The Gospel According to Tony Day – 2:50
5. Uncle Arthur – 2:09
6. Sell Me a Coat – 3:01
7. Rubber Band – 2:19
8. Love You till Tuesday – 3:11
9. There Is a Happy Land – 3:14
10. We Are Hungry Men – 2:59
11. When I Live My Dream – 3:24
12. Little Bombardier – 3:27
13. Silly Boy Blue – 3:53
14. Come and Buy My Toys – 2:10
15. Join the Gang – 2:19
16. She's Got Medals – 2:25
17. Maid of Bond Street – 1:45
18. Please Mr. Gravedigger – 2:40
19. Love You till Tuesday (single version) – 3:01
20. Did You Ever Have a Dream – 2:08
21. Karma Man – 3:05
22. Let Me Sleep Beside You – 3:27
23. In the Heat of the Morning – 2:58
24. Ching-A-Ling – 2:04
25. Sell Me a Coat (single version) – 2:53
26. When I Live My Dream – 3:52
27. Space Oddity (original version, Demo version recorded in February 1969 for the "Love You Till Tuesday" video) – 3:46